# Los Angeles Fire Department
De Los Angeles Fire Department (LAFD of officieus L.A. City Fire) is de brandweerdienst in de Amerikaanse stad Los Angeles, opgericht in 1886. Het biedt medische hulp, onderzoekt brandoorzaken, biedt brandbescherming, brandbestrijding en biedt eerste hulp bij schadelijke rampen. De LAFD biedt bescherming aan 4 miljoen mensen in een gebied van 1220 vierkante kilometer. Daarmee is het het op twee na grootste brandweerkorps in de Verenigde Staten, na de korpsen in New York en Chicago. De LAFD wordt vaak aangeduid als Los Angeles City Fire of L.A. City Fire, om verwarring te voorkomen met het andere brandweerkorps in de omgeving van Los Angeles, de L.A. County Fire Department. Dit komt ook mede doordat de veiligheidsregio's van de twee korpsen aan elkaar grenzen. De naam L.A. City Fire is echter niet officieel.

## Geschiedenis
In 1871 werd het eerste brandweerkorps in Los Angeles opgericht. In september van datzelfde jaar richtte George M. Fall, een voorzitter van de Los Angeles County, Engine Company 1 op. De Engine Company 1 was een vrijwillig brandweerkorps met één brandweerpomp en één brandkar, die met de hand naar branden werden getrokken. In 1874 vroeg het brandweerkorps paarden bij de gemeenteraad. Die stemden hier echter tegen, waarop het korps werd opgeheven.
Veel van de voormalige leden richtten in 1875 de Thirty-Eights No. 1 op. Later kwam er ook een Engine Company 2, die onder de naam Confidence Engine Company door het leven ging. In 1876 werd er een kar aangeschaft met een ladder erop, zodat branden op hogere verdiepingen ook geblust konden worden. Deze kar bleef in dienst tot 1881. In de jaren erna zijn er nog verscheidende vrijwillige brandweerkorpsen opgericht in Los Angeles. Al deze korpsen werden op 1 februari 1886 gereorganiseerd in één betaald, professioneel brandweerkorps, de Los Angeles Fire Department.
In 1877 werden de eerste brandweerpaarden aangeschaft, die de brandweeruitrusting trokken. Na 50 jaar gebruik, in 1921, werd het gebruik van paarden uitgefaseerd. Tegen 1900 was de LAFD uitgeroeid tot een volwaardig brandweerkorps met 18 kazernes en 123 brandweerlieden en 80 werkpaarden op de loonlijst. Het korps installeerde 194 alarmknoppen door de hele stad, waardoor burgers op tijd de brand konden melden. Ook werden der 600 brandkranen geplaatst, waardoor de brandweerlieden altijd een vaste waterbron in de nabijheid hadden. In 1955 werd station 78 in Studio City de eerste kazerne met gekleurde brandweerlieden.
Sinds 1978 heeft de LAFD een contract met de nabijgelegen stad San Fernando gesloten, waarbij de LAFD ook die stad bedient met brandweerlieden.

## Materieel en Organisatie
De LAFD is onderverdeeld in vier hoofdbureaus: The Central Bureau, West Bureau, South Bureau & The Valley Bureau. Bij elk hoofdbureau staat een assistent-commandant aan het hoofd. De hoofdbureaus onderverdeeld in 14 divisies (Battalions), waarbij een bataljonchef de leiding heeft. De LAFD telt momenteel 106 brandweerkazernes.
Bij bepaalde kazernes komt het voor dat een tankautospuit en een ladderwagen samen één eenheid vormen voor de meldkamer. Zo'n eenheid heet een Light Force. De LAFD telt 42 Light Forces. Elke Light Force heeft zes brandweerlieden, vijf brandweerlieden rijden op de ladderwagen en één bestuurt de tankautospuit.

### Tankautospuiten

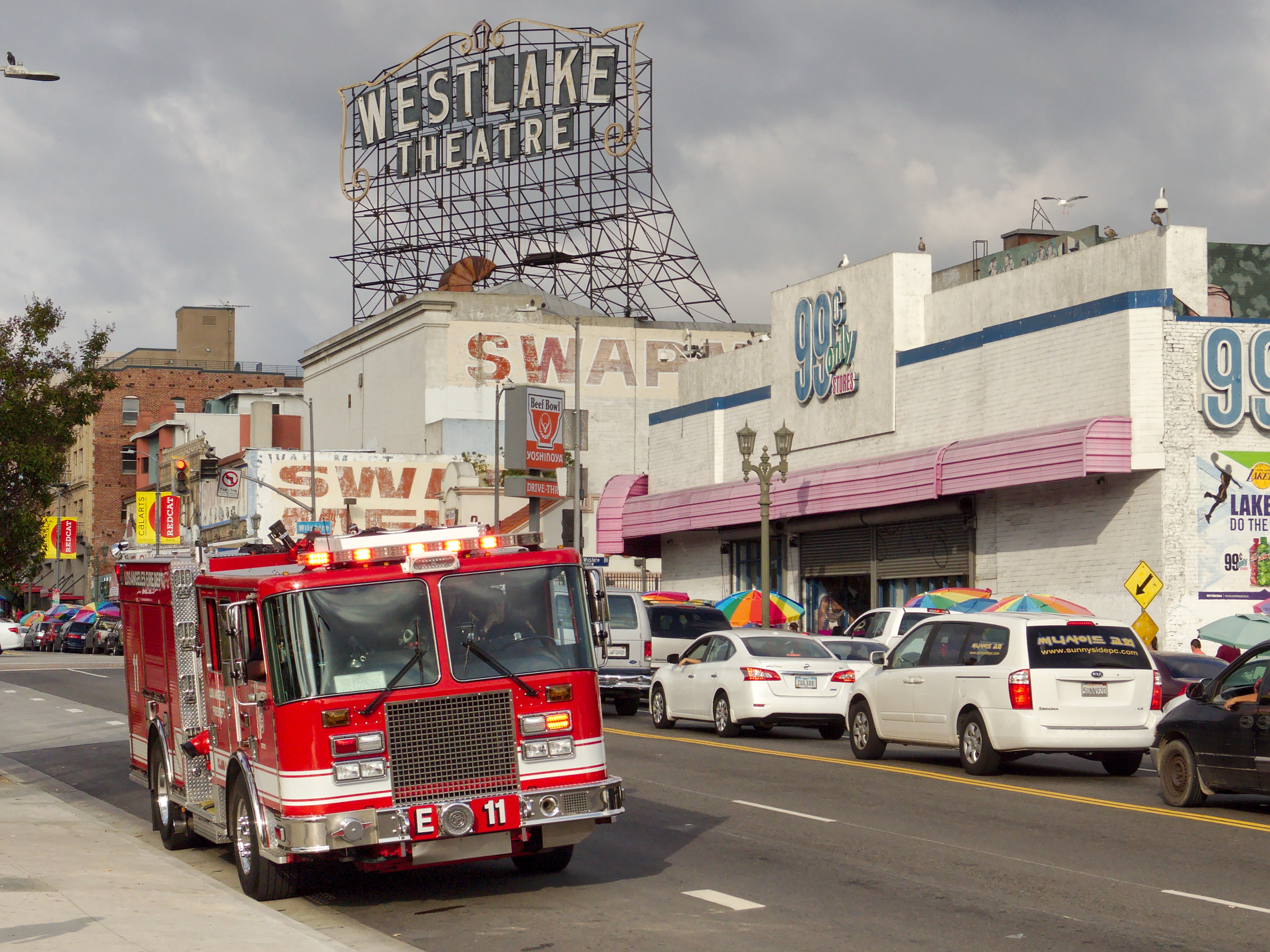
LAFD Engine 11

De tankautospuiten, oftewel The triple combination fire engine of kortweg "Triple" is het standaard type brandweervoertuig van de LAFD. De term "Triple" verwijst naar het voertuig zelf, dat drie componenten bevat: een watertank, een krachtige waterpomp en brandslangen. Elke kazerne heeft wel één of meerdere "Triples" staan en ze zijn ook toegewezen aan de Light Forces. De watertanks kunnen maximaal 1900 liter vervoeren. Elke tankautospuit heeft ook een lichte type brandblusschuim. Engine 51, die op Los Angeles International Airport staat gestationeerd, heeft een zwaarder type brandblusschuim aan boord.
Elke tankautospuit wordt bemand door vier lieden: de commandant van het voertuig, een brandweerman die verantwoordelijk is voor het rijden, onderhoud en de bediening van de pomp en twee brandweerlieden. Enkele voertuigen zijn uitgerust met brandweerlieden die tevens paramedici zijn. Alle voertuigen zijn uitgerust met standaard brandpreventie- en EHBO-materiaal.

### LAFD Task Force/Light Force

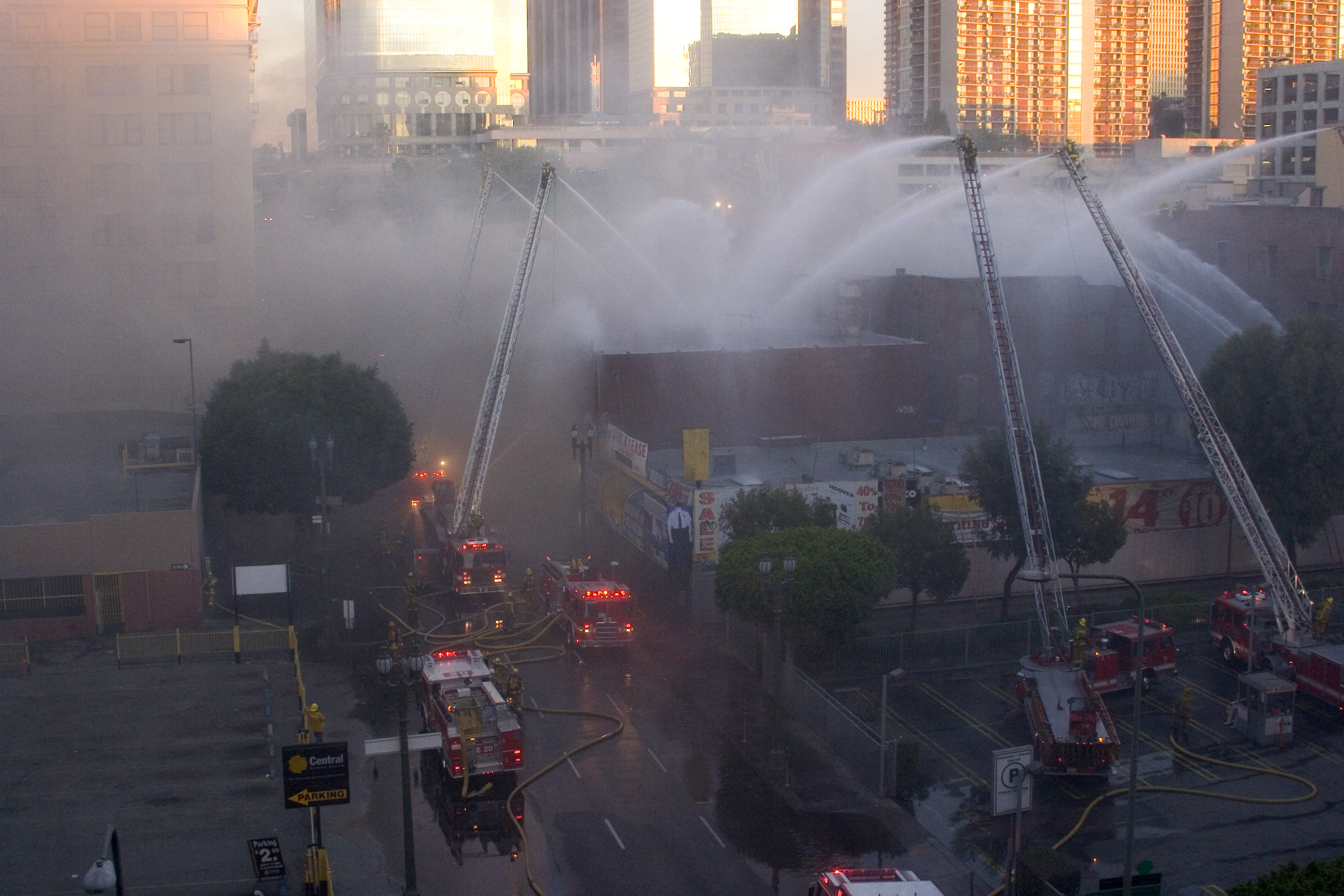
LAFD Light Forces bij een grote brand

Het Task Force-concept is tijdens de Watts-rellen in 1965 opgericht. Het idee was dat een groep brandweervoertuigen inclusief brandweerlieden samen naar een noodsituatie kunnen gaan en daardoor flexibeler zijn. Als een ladderwagen samen met één tankautospuit naar een noodsituatie gaat, heet het een Light Force. Als een Ladderwagen met meerdere tankautospuiten naar een noodsituatie gaat, heet het een Task Force. Een Light Force wordt voor vrijwel alle noodsituaties gebruikt, variërend van structuurbranden tot auto-ongelukken.
Een Task Force wordt meestal opgeroepen bij grotere branden of incidenten. Task en Light Forces hebben meestal meerdere meldingen per dag en weten daardoor wat ze precies nodig hebben bij de noodsituatie.
Een Light of Task Force is één eenheid bij de meldkamer, waardoor er geen aparte brandweerwagens opgeroepen hoeven te worden.

### Ambulances

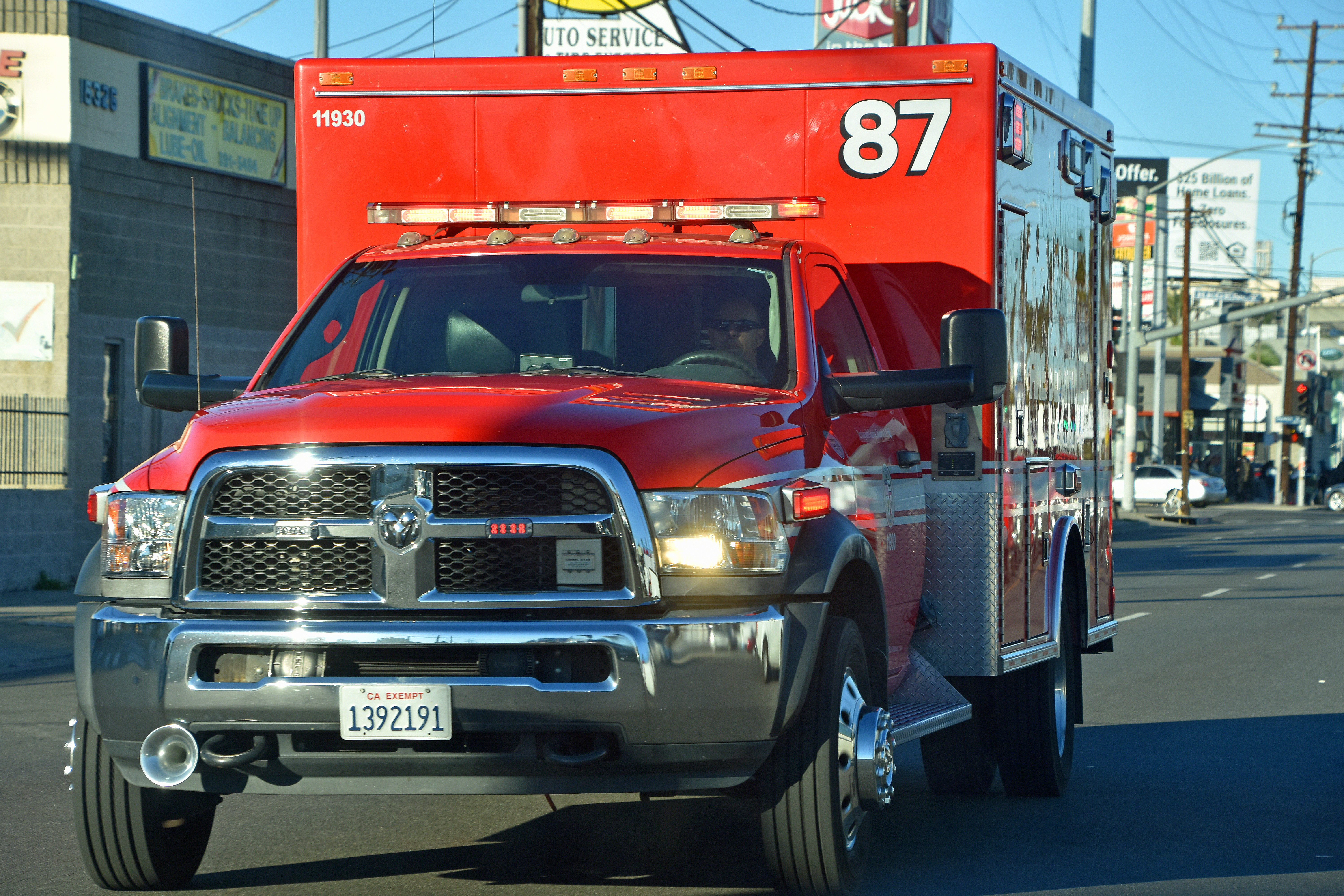
LAFD ambulance 87

De ambulances in Los Angeles worden, net als in veel andere steden in de Verenigde Staten, verzorgd door de brandweer. De LAFD kent twee types Ambulances: de Basic Life Support (BLS) zijn ambulances die primair bedoeld zijn om patiënten naar ziekenhuizen te vervoeren, en worden opgeroepen voor lichte verwondingen en de Advanced Life Support (ALS) zijn ambulances met paramedici aan boord, die noodzakelijke operaties kunnen uitvoeren. Dit soort ambulances wordt opgeroepen voor zwaardere incidenten.
De ambulances zijn opgedeeld in nummercodes. Ambulances die in de serie 1 t/m 100 zijn ingedeeld, zijn de ALS-ambulances. Deze ambulances worden bestuurd door twee brandweerlieden die ook zijn opgeleid als paramedicus. Ambulances in de serie 200 zijn reserve ALS-ambulances. Ambulances in de serie 800 en 900 zijn BLS-ambulances en worden heeft een team van twee brandweerlieden die met een AED overweg kunnen en in staat zijn om lichte verwondingen te verhelpen.

### Helikopters

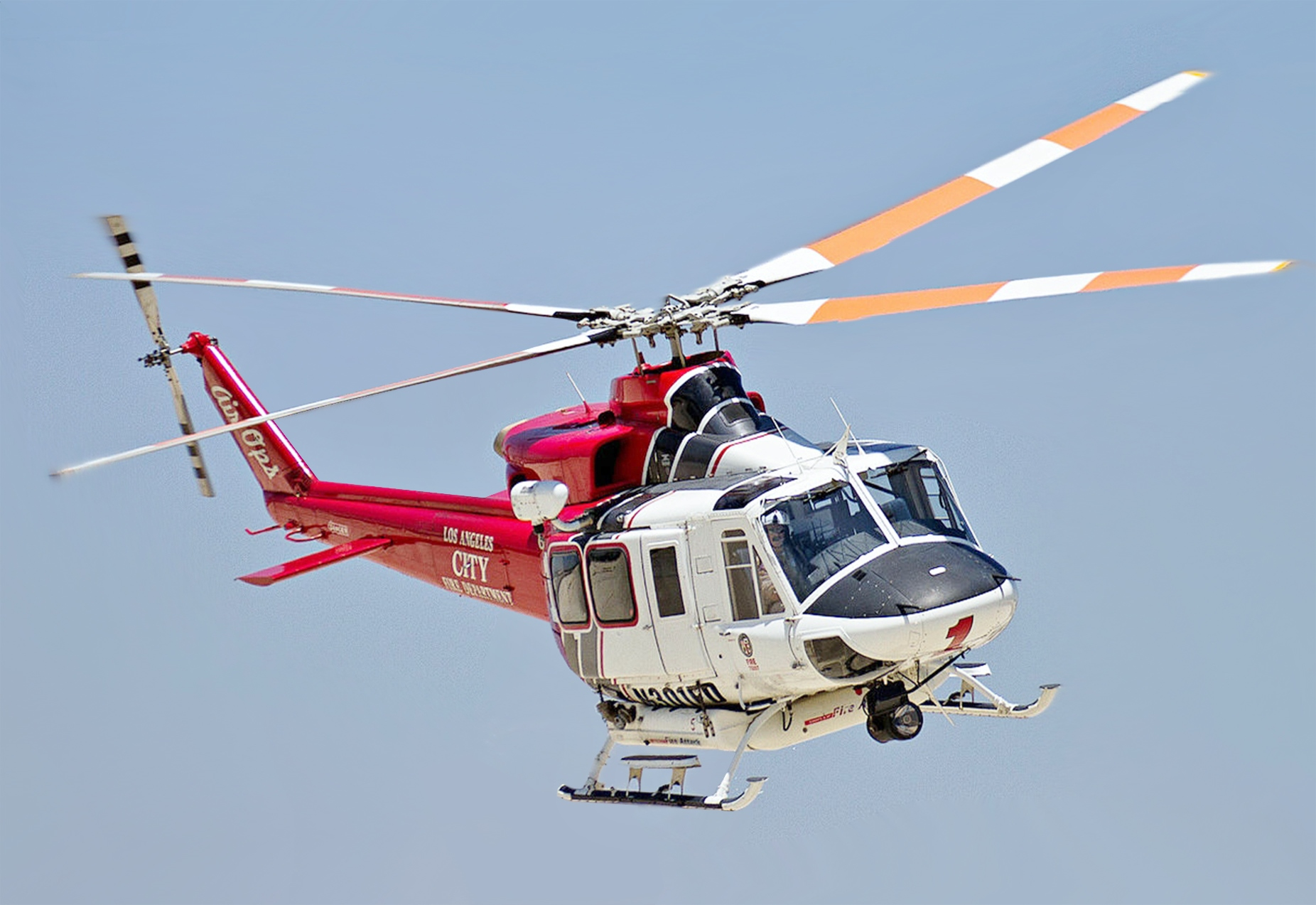
LAFD Bell 412 'Fire 1'

De Air Operations Division van de LAFD telt zes helikopters. Deze helikopters opereren vanaf Van Nuys Airport, waar LAFD Fire Station 114 gestationeerd is. De helikopters worden gebruikt om o.a. bosbranden te blussen en dienen ook als traumahelikopter. Er zijn momenteel twee types helikopter bij de LAFD, de AgustaWestland AW139 en de Bell 206B.

### Brandweerboten
De LAFD is, naast zijn taken in de stad, ook verantwoordelijk voor de veiligheid in de haven van Los Angeles. Voor deze doeleinden heeft de LAFD in totaal vijf brandweerboten in dienst. Deze boten worden gebruikt om branden op schepen en scheepsdokken te blussen.

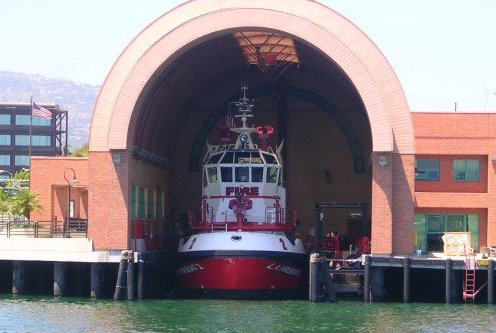
LAFD fireboat 2

Fireboat 1, Fireboat 3 & Fireboat 5 zijn 12 m lange, aluminium boten en hebben topsnelheid van 29 knopen (54 km/u) inclusief belading. Deze drie boten zijn uitgerust met een pomp die maximaal 9100 liter per minuut kan pompen, een waterkanon met een capaciteit van 3800 liter per minuut en een tank met 190 liter brandschuim.
Fireboat 4 is de oudste brandweerboot van de LAFD en kwam in 1962 in dienst. De boot is in staat om per minuut 34.000 liter op te pompen en heeft 2082 liter brandschuim aan boord, waarmee chemische branden geblust kunnen worden. De boot is uitgerust met speciale roeren, waardoor de boot beter kan manoeuvreren. Fireboat 4 draagt de naam 'Behtel F. Gifford'.
Fireboat 2 is de modernste boot van de LAFD. Deze 32 m lange boot kan 140.000 liter per minuut oppompen en kan branden blussen op een afstand van 120 meter. Fireboat 2 heeft ook een ruimte aan boord waar slachtoffers verzorgd kunnen worden bij reddingsoperaties. Fireboat 2 draagt de naam 'Warner Lawrence'.
Fireoat 1 & 2 staan gestationeerd in de haven van Los Angeles bij kazerne 111 en 112. Fireboat 3 & 4 staan gestationeerd bij kazerne 49, in de East Harbour. Fireboat 5 staat gestationeerd bij kazerne 110, gelegen bij Fort MacArthur.

### Urban Search and Rescue
In Los Angeles bevindt zich ook een van de acht Urban Search and Rescue Task Forces van Californië. California Task Force 1 (CA-TF1). Deze Task Force bied hulp bij grootschalige rampen of incidenten, door middel van reddingsmissies, communicatie en medische hulp. Elke Task Force bestaat uit 70 man, die opgesplitst worden in twee ploegen van 35 man, met elk een dienst van 12 uur.